# Liste de jeux Ouya
Cette liste de jeux Ouya recense des jeux vidéo fonctionnant sur Ouya.
Pour un souci de cohérence, la liste utilise les noms français des jeux, si ce nom existe.
- Haut – A
- B
- C
- D
- E
- F
- G
- H
- I
- J
- K
- L
- M
- N
- O
- P
- Q
- R
- S
- T
- U
- V
- W
- X
- Y
- Z

## 0-9
- 2064: Read Only Memories

## A
- Another World : Édition 20e anniversaire
- AVP: Evolution

## B
- Back to Bed
- Ball, The
- Bard's Tale, The (2004)
- Black Hole
- Boulder Dash: The FULL Collection
- Bridge, The
- Broken Age

## C
- Canabalt
- Cave, The
- Chess 2: The Sequel
- Choplifter HD

## D
- Dex
- Don't Look Back
- Double Dragon Trilogy
- Duke Grabowski: Mighty Swashbuckler!

## E
Pas d'entrée.

## F
- Final Fantasy III
- Fotonica

## G
- Giana Sisters 2D

## H
- Hero of Many
- Hero's Adventure

## I
- I Am Bread
- Ittle Dew

## J
- Jackbox Party Pack, The
- Joe Danger

## K
- Kaptain Brawe: A Brawe New World
- Knightmare Tower

## L
- League of Evil
- Lego Batman 2: DC Super Heroes
- Luxuria Superbia

## M
- Machinarium
- Maldita Castilla
- Mechanic Escape
- Mercenary Kings
- Minigore 2
- MirrorMoon EP

## N
- Nimble Quest

## O
- Oddworld : La Fureur de l'étranger
- Oddworld : L'Odyssée de Munch HD
- OpenArena
- Order and Chaos Online
- Organ Trail
- Overkill 2

## P
- Paradise Lost: First Contact
- Pier Solar and the Great Architects
- Pinball Arcade, The
- Pix'n Love Rush
- Puddle

## Q
Pas d'entrée.

## R
- R-Type
- R-Type II
- Raiden Legacy
- Ravensword: Shadowlands
- Reaper: Tale of a Pale Swordsman
- Ride into the Mountains, A

## S
- Sandbox, The
- Shadowgun
- Sine Mora
- Skulls of the Shogun
- Sonic CD
- Sonic the Hedgehog 4: Episode 1
- Sonic the Hedgehog 4: Episode 2
- Soul Fjord
- Super Crate Box
- Super Hexagon

## T
- Tennis in the Face
- That Dragon, Cancer
- Toto Temple Deluxe
- TowerFall

## U
- Unearthed: Trail of Ibn Battuta

## V
- Vendetta Online
- VVVVVV

## W
- Walking Dead, The
- Walking Dead, The : Saison 2
- Wind-up Knight
- Wizorb

## Y
- You Don't Know Jack (2011)

## Z
- Zombie Driver

- Haut – A
- B
- C
- D
- E
- F
- G
- H
- I
- J
- K
- L
- M
- N
- O
- P
- Q
- R
- S
- T
- U
- V
- W
- X
- Y
- Z